# Unimog

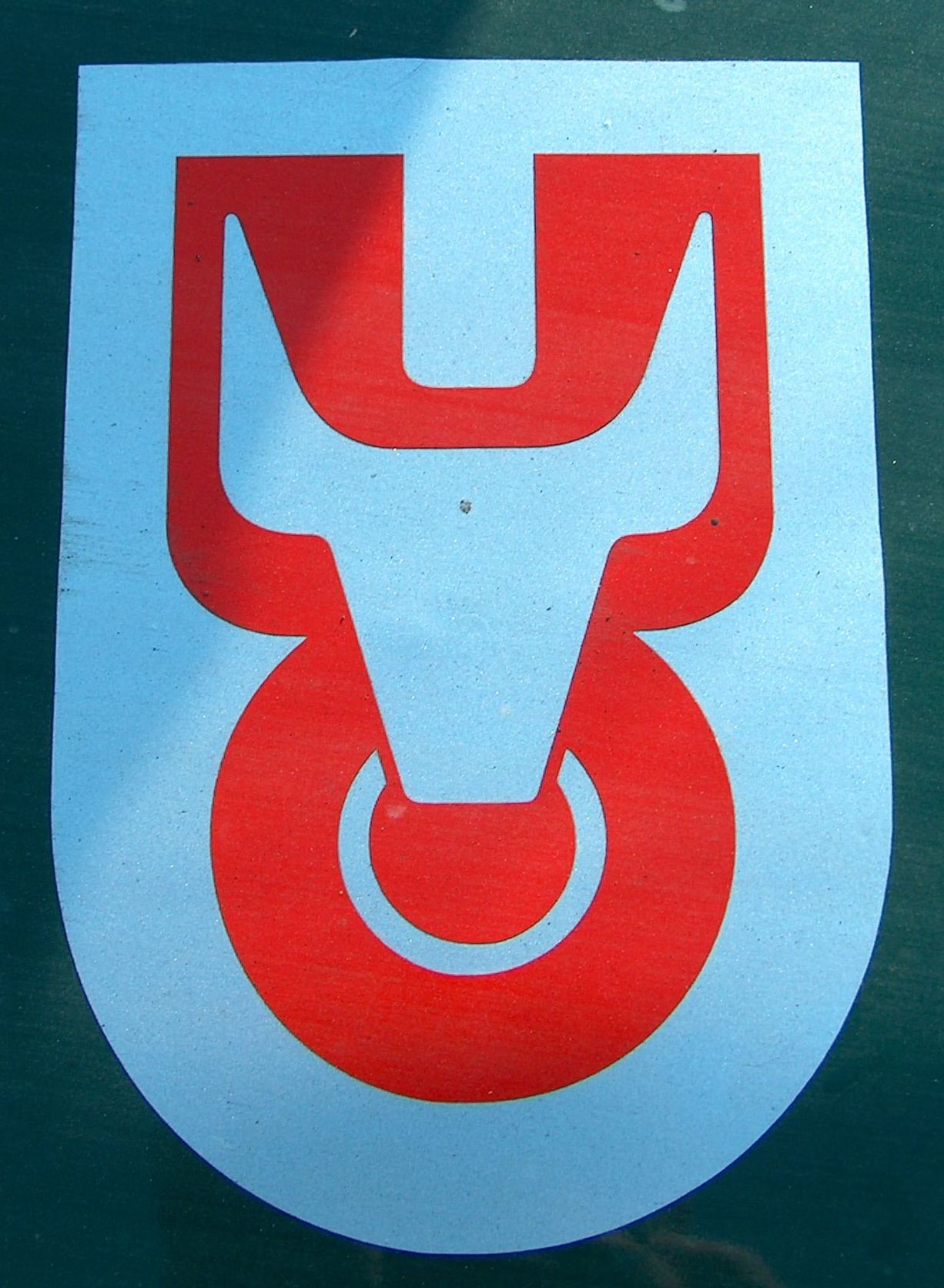
Logo Unimog

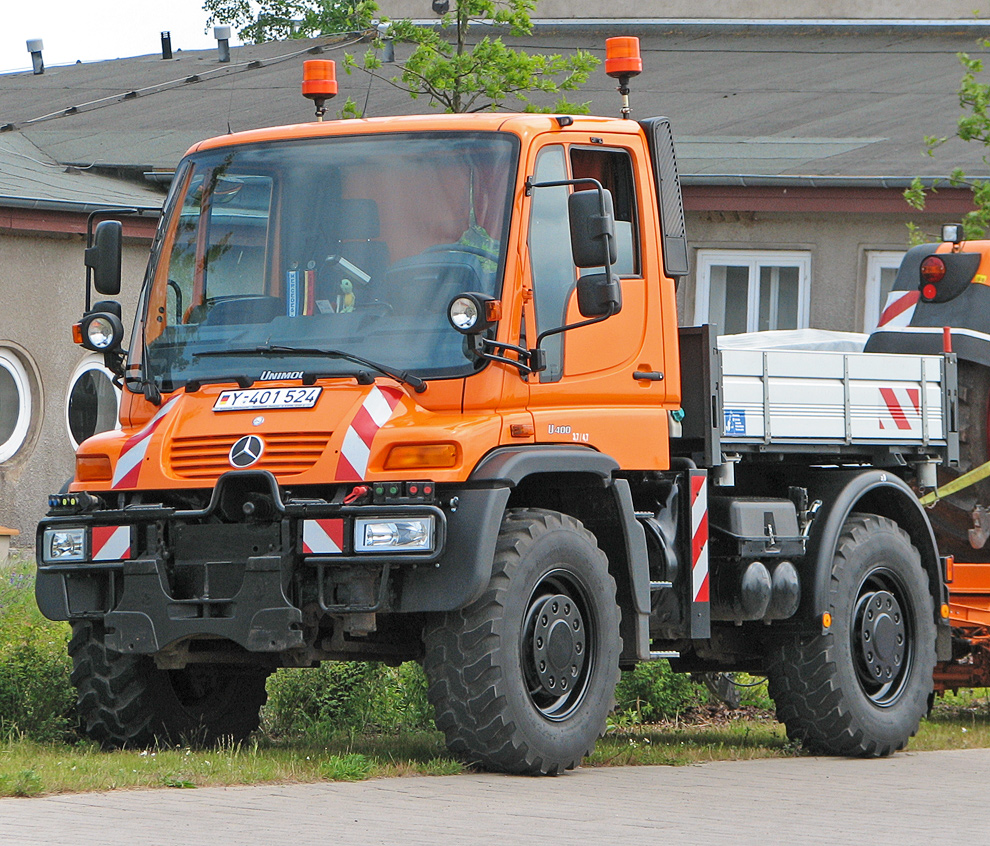
Unimog U400 w 2006 roku

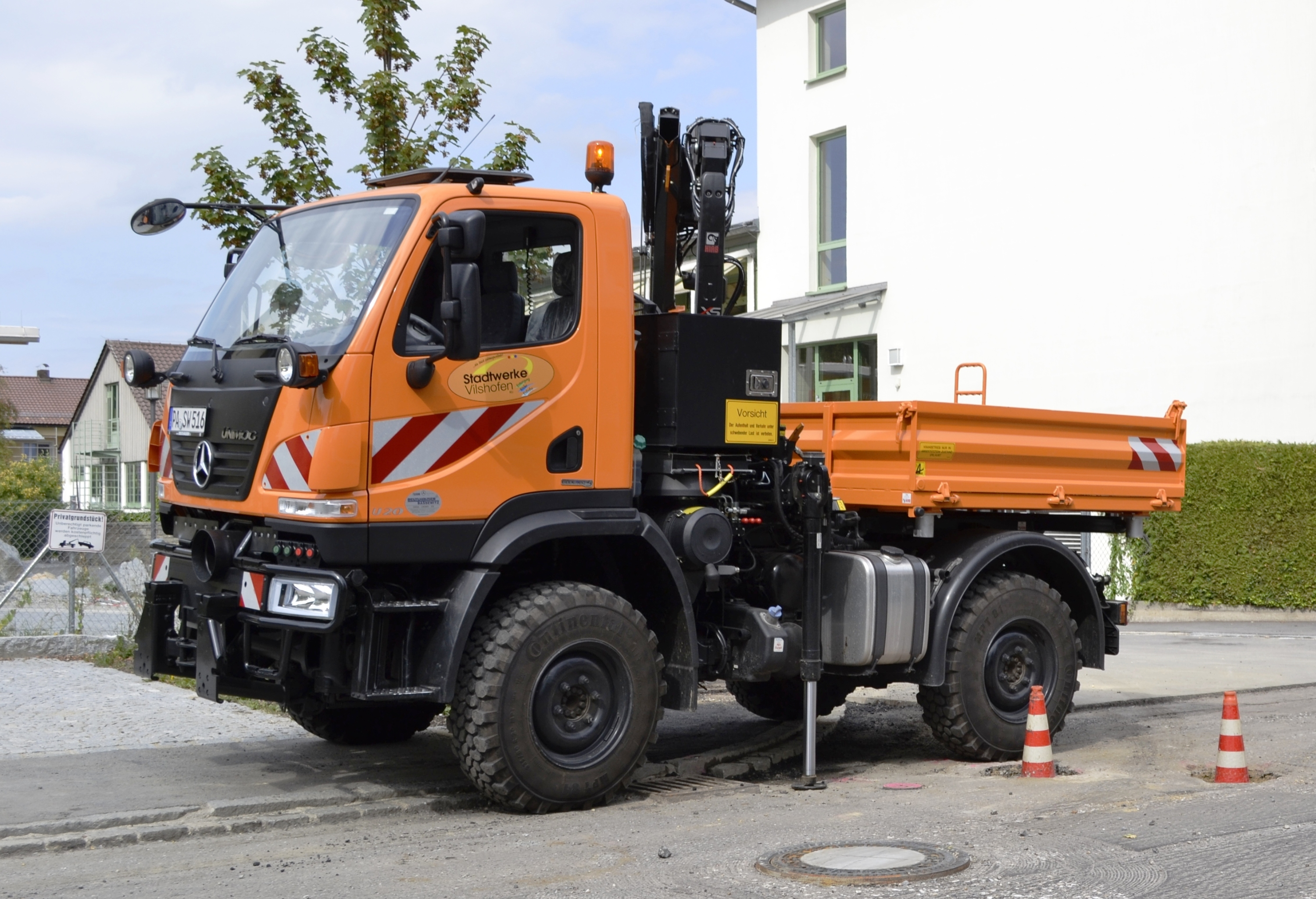
Unimog U20

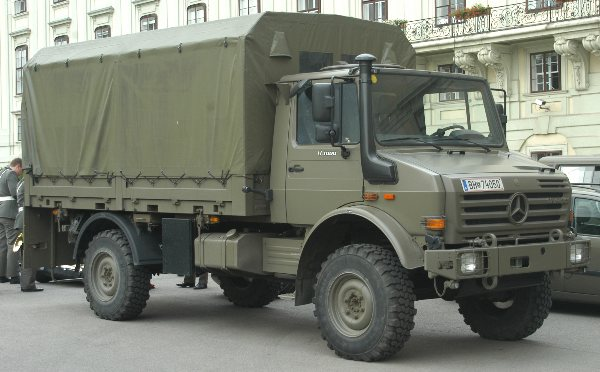
Wojskowy Unimog w 2007 roku

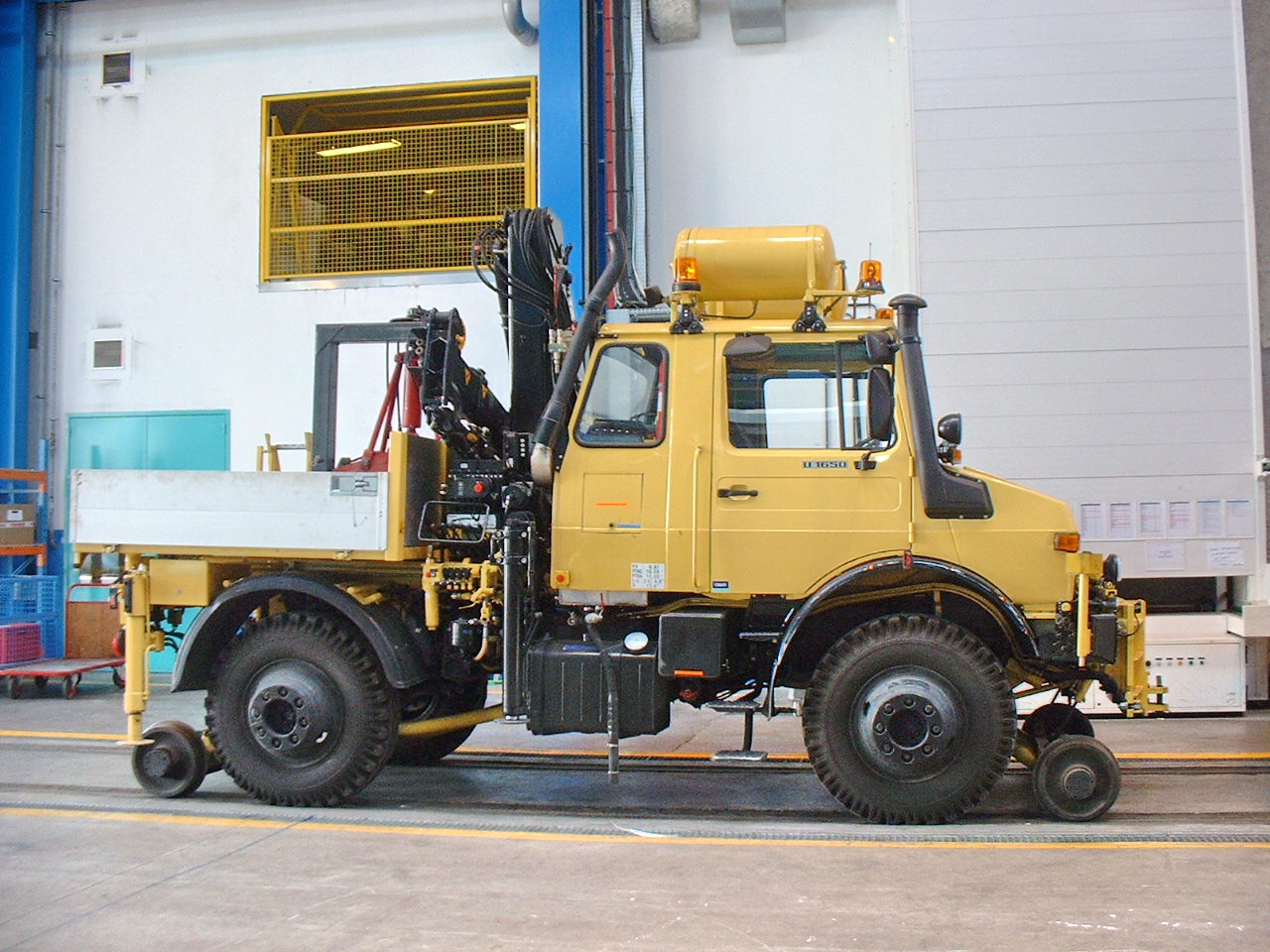
Wielofunkcyjny Unimog 1650 w roku 2001

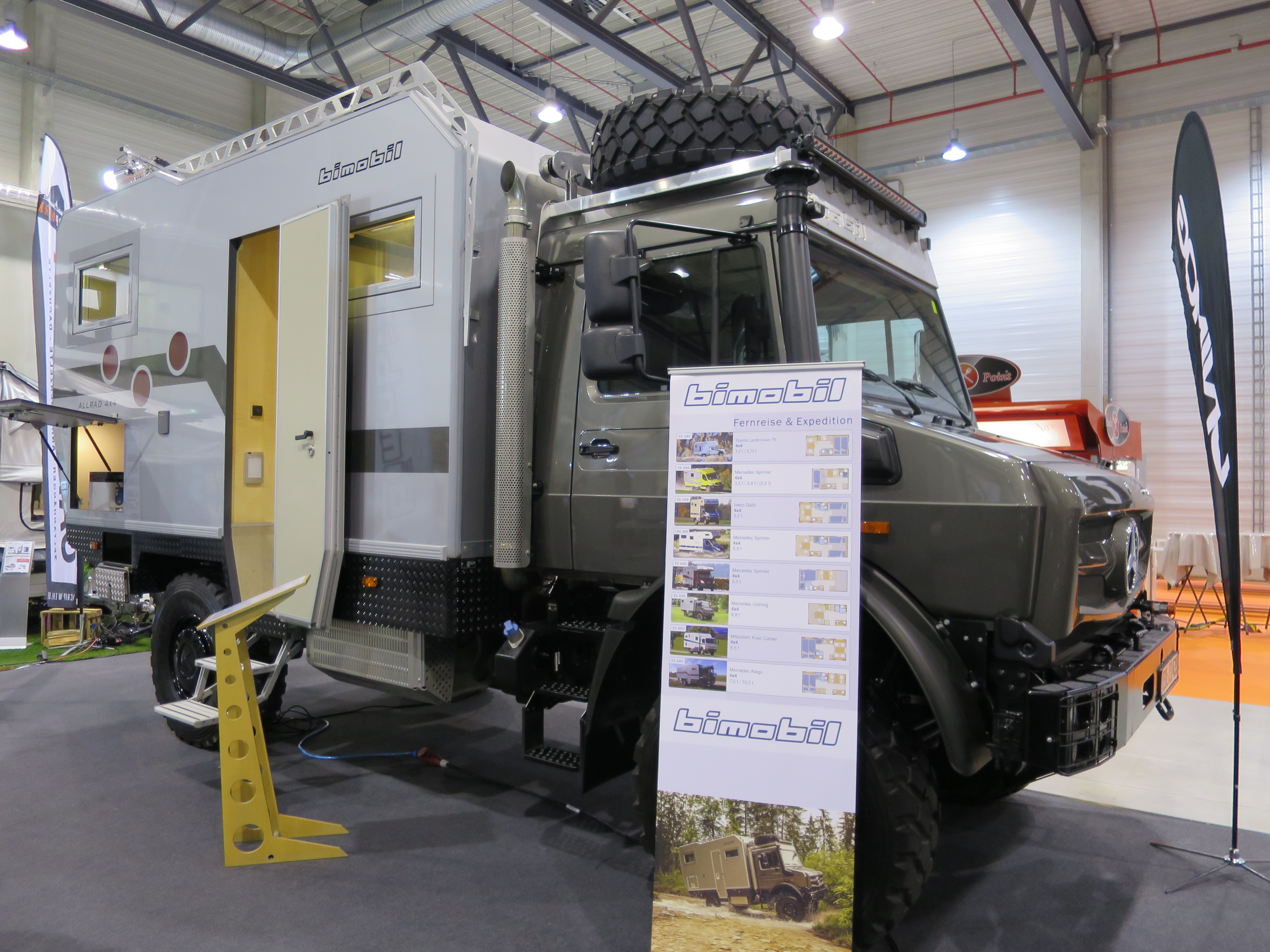
Bimobil Unimog

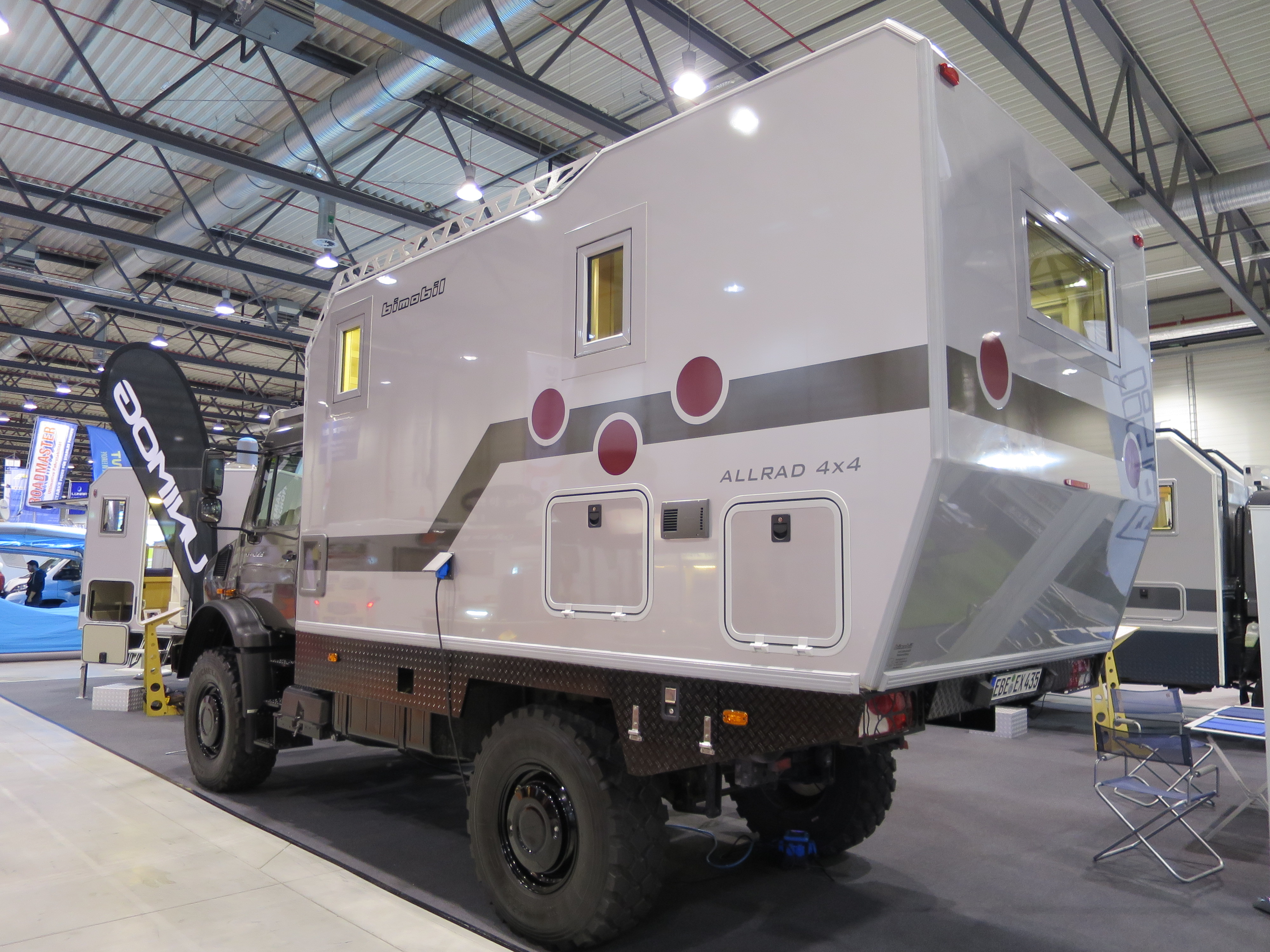
Bimobil Unimog

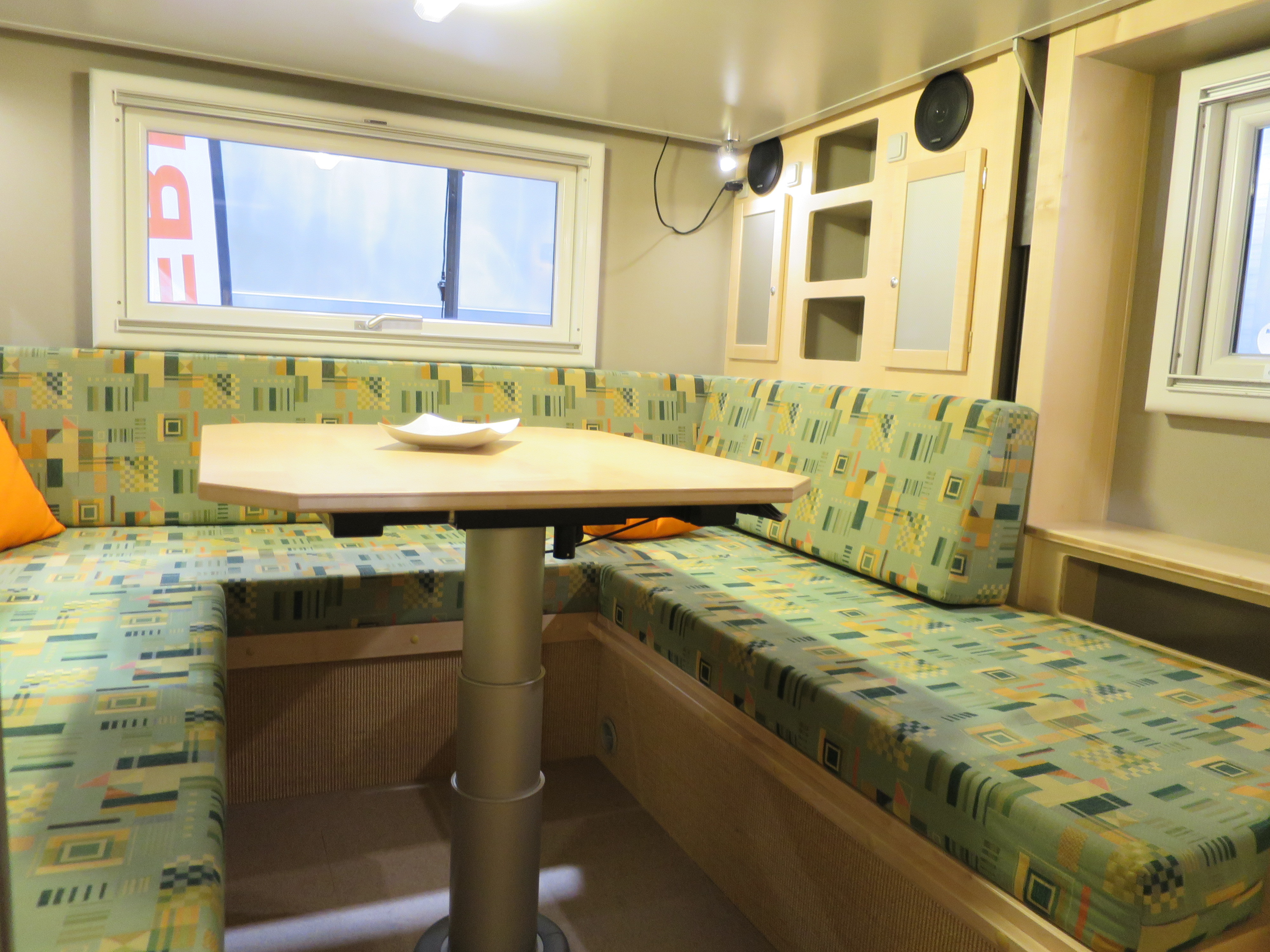
Bimobil Unimog

Unimog (skrót od „Universal-Motor-Gerät”) – seria nośników narzędzi specjalistycznych oraz pojazdów transportowo-roboczych dla bardzo trudnych warunków terenowych, czyli średnich samochodów ciężarowych z napędem na wszystkie koła, zdolnych do poruszania się w terenie, wykorzystywanych przez specjalistyczne służby i w wojsku.

## Historia
Pierwszego Unimoga zaprojektował Albert Friedrich w 1945 r. jako małą ciężarówkę dla celów rolniczych. Po kilku latach wszedł on do produkcji, w trakcie której przeszedł wiele zmian konstrukcyjnych i wizualnych.
W 1948 roku spółka Gebr. Boehringer GmbH z Göppingen rozpoczęła produkcję Unimogów (według innych danych początkowo był produkowany przez spółkę Erhard und Söhne, z którą konstruktor podpisał umowę). W 1951 r. spółkę tę przejął Mercedes-Benz.
Do 2002 r. produkcja odbywała się w Gaggenau, osiągając poziom około 2–3 tys. sztuk rocznie. Powstawały tam podwozia specjalizowane, modele skrzyniowe, wywrotki, pojazdy specjalistyczne. W 2000 roku wprowadzono serię U 300, U 400, U 500, o dopuszczalnej masie całkowitej (DMC) 7,5-16 ton i ładowności od 2 do 9 ton, która zastąpiła dwie starsze serie od U 1400 do U 2450L. Uzupełnia ją seria U 3000 do U 5000.
Od 2002 r. pojazdy Unimog produkowane są w zakładach w Wörth am Rhein należących obecnie do Daimler Truck.
W 2006 r. w Kuppenheim otwarto Unimog-Museum.

## Pojazdy
Pojazdy Unimog wykorzystywane są do różnych celów: służy w rolnictwie, leśnictwie, służbach komunalnych (m.in. przy odśnieżaniu), systemach transportu szynowego (m.in. do napraw sieci trakcyjnej, holowania/spychania pojazdów szynowych, odśnieżania torowisk), straży pożarnej, w wojsku (m.in. jako karetka wojskowa) itd., a także w ciężkich pracach transportowych w trudnym terenie.
Produkowane są trzy serie:
- U 20 – DMC 7,5-8,5 tony,
- U 300, U 400, U 500 – DMC 7,5-16 ton, 4×4,
- U 3000, U 4000, U 5000.

Stare modele i serie pojazdów:
- Unimog 401(inne języki),
- Unimog 404(inne języki),
- Unimog 406(inne języki),
- Unimog 411(inne języki),
- Unimog 416(inne języki),
- Unimog 421(inne języki),
- U 1400, U 1450L, U 1550L, U 1600, U 1650L – DMC 7,5-11,1 ton, 4×4,
- U 2100, U 2150L, U 2400, U 2450L – DMC 10,6-18 ton, 4×4, 6×6.